# Solenopsis gnomula
Solenopsis gnomula är en myrart som beskrevs av Carlo Emery 1915. Solenopsis gnomula ingår i släktet eldmyror, och familjen myror. Inga underarter finns listade i Catalogue of Life.